# عضلة جناحية وحشية
العضلة الجناحية الوحشية أو العضلة الجناحية الجانبية (باللاتينية: Musculus pterygoideus lateralis) أو العضلة الجناحية الظاهرة أو العضلة الجناحية الخارجية[بحاجة لمصدر] (باللاتينية: musculus pterygoideus externus) هي إحدى عضلات المضغ الأربع. وتتكون من قسمين أو رأسين.

## منشأ العضلة
ينشأ الرأس العلوي من السطح تحت الصدغي للعظم الوتدي .
ينشأ الرأس السفلي من السطح الوحشي للصفيحة الجناحية الوحشية للعظم الوتدي.

## مرتكز العضلة
ترتبط العضلة بعنق الفك السفلي (اللقمة), القرص المفصلي ومحفظة المفصل الفكي الصدغي.

## وظيفة العضلة
تقوم العضلة بخفض الفك السفلي وتحريكه إلى الأمام.

## صور إضافية

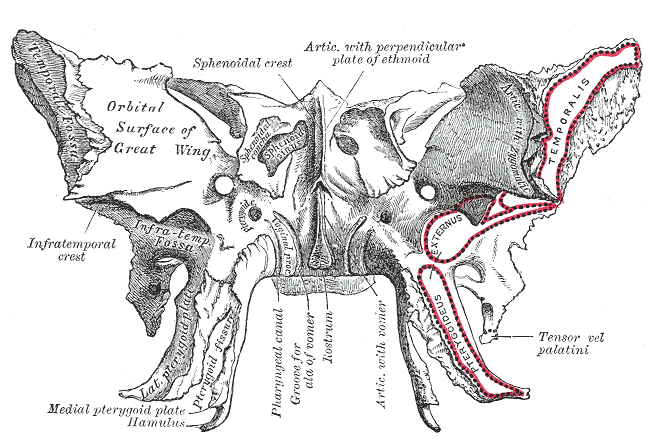
العظم الوتدي. السطحان الأمامي والسفلي.
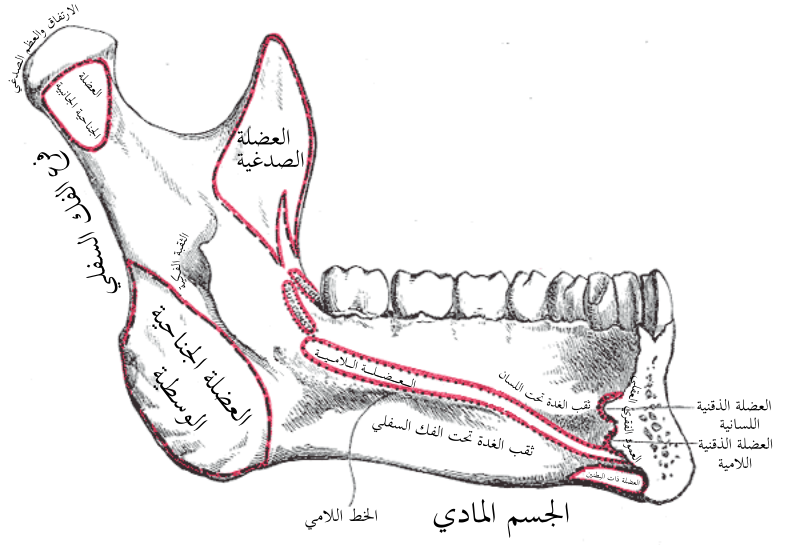
الفك السفلي. السطح الداخلي. نظرة جانبية.
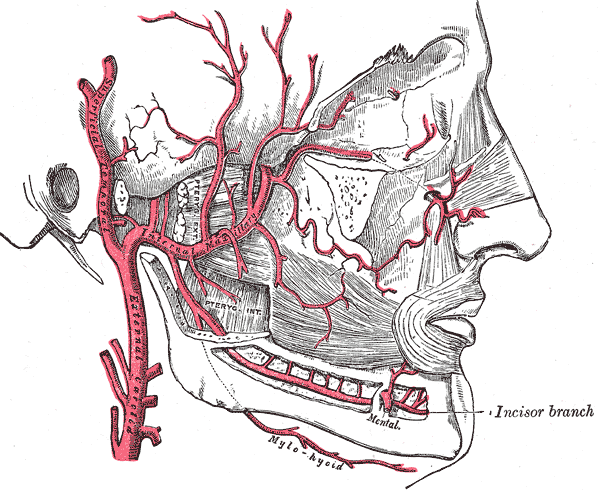
مستوى فروع شريان الفك السفلي الداخلي.
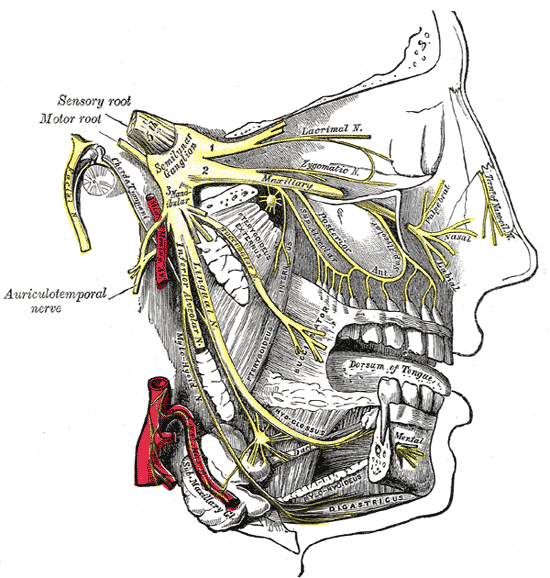
توزع العصب الفكي العلوي والعصب الفكي السفلي, والعقدة تحت الفك السفلي.

## روابط خارجية
- درسٌ تشريحي حول lesson4 مُعدٌ بواسطة ويسلي نورمان (جامعة جورجتاون). (musclesofmastication2)
- Medicalاستذكارs.com: 70
- "Anatomy diagram: 25420.000-1". Roche Lexicon - illustrated navigator. Elsevier. مؤرشف من الأصل في 2014-01-01.
- Cross section at tufts.edu نسخة محفوظة 12 ديسمبر 2000 على موقع واي باك مشين.